# USS Vermont (BB-20)
O USS Vermont foi um couraçado pré-dreadnought operado pela Marinha dos Estados Unidos e a terceira embarcação da Classe Connecticut, depois do USS Connecticut e USS Louisiana, e seguido pelo USS Kansas, USS Minnesota e USS New Hampshire. Sua construção começou em maio de 1904 no Fore River Shipyard em Quincy e foi lançado ao mar em agosto do ano seguinte, sendo comissionado em março de 1907. Era armado com uma bateria principal composta por quatro canhões de 305 milímetros montados em duas torres de artilharia duplas, tinha um deslocamento carregado de quase dezoito mil toneladas e conseguia alcançar uma velocidade máxima de dezoito nós.
O Vermont teve uma carreira relativamente tranquila que envolveu principalmente exercícios de rotina, atuando principalmente na Costa Leste dos Estados Unidos e no Caribe. Ele deu uma volta ao mundo entre 1907 e 1909 como parte da Grande Frota Branca. Fez viagens diplomáticas para a Europa em 1910 e 1913, envolvendo-se então na Revolução Mexicana para proteger interesses norte-americanos. Isto culminou com a Ocupação de Veracruz no ano seguinte. Foi usado como navio-escola durante a Primeira Guerra Mundial e ao final conflito como transporte de tropas para repatriar soldados norte-americanos. Foi descomissionado em 1920 e desmontado em 1923.

## Projeto
A classe Connecticut seguiu a classe Virginia, mas corrigiu algumas das deficiências mais significativas no projeto anterior, principalmente o arranjo sobreposto dos canhões principais e alguns dos secundários. Uma bateria terciária mais pesada de 178 milímetros substituiu os canhões de 152 milímetros que foram usadas em todos os projetos anteriores dos EUA. Apesar das melhorias, os navios foram tornados obsoletos pelo revolucionário encouraçado britânico HMS Dreadnought, concluído antes da maioria dos membros da classe Connecticut.
O Vermont tinha 139,1 metros de comprimento total e tinha uma boca de 23,4 metros e calado de 7,5 metros. Ele deslocava 16 mil toneladas conforme projetado e até 17 949 toneladas em plena carga. O navio era movido por motores a vapor de expansão tripla com dois eixos avaliados em 16 500 cavalos indicados de potência, com vapor fornecido por doze caldeiras Babcock & Wilcox movidas a carvão canalizadas em três funis. O sistema de propulsão gerava uma velocidade máxima de dezoito nós (33 quilômetros por hora). Como construído, ele foi equipado com mastros militares pesados, mas estes foram rapidamente substituídos por equivalentes treliçados em 1909. O navio tinha uma tripulação de 827 oficiais e homens, embora isso tenha aumentado para 881 e depois para 896.
O navio estava armado com uma bateria principal de quatro canhões de 305 milímetros (calibre 45) em duas torres de canhão gêmeas na linha central, uma à frente e outra à ré. A bateria secundária consistia em oito canhões de 203 milímetros (calibre 45) e doze canhões de 178 milímetros (calibre 45). Os canhões de 203 milímetros foram montados em quatro torres gêmeas no meio do navio e os canhões de 178 milímetros foram colocados em casamatas no casco. Para defesa de curto alcance contra torpedeiros, o couraçado carregava vinte canhões de 76 milímetros (calibre 50) montados em casamatas ao longo da lateral do casco e doze canhões de 3 libras. Ele também carregava quatro canhões de 1 libra. Como era padrão para os navios capitais da época, o Vermont carregava quatro tubos de torpedo de 533 milímetros, submersos em seu casco na lateral.
O cinturão blindado do Vermont tinha 279 milímetros de espessura sobre os paióis e os espaços das máquinas de propulsão e 152 milímetros sob outros espaços. As torres de canhão da bateria principal tinham 305 milímetros em seus lados, e as barbetas de sustentação tinham 254 milímetros de blindagem. As torres secundárias tinham 178 milímetros de blindagem frontal. A torre de comando tinha 229 milímetros nos lados.

## Histórico de serviço

### Construção e Grande Frota Branca

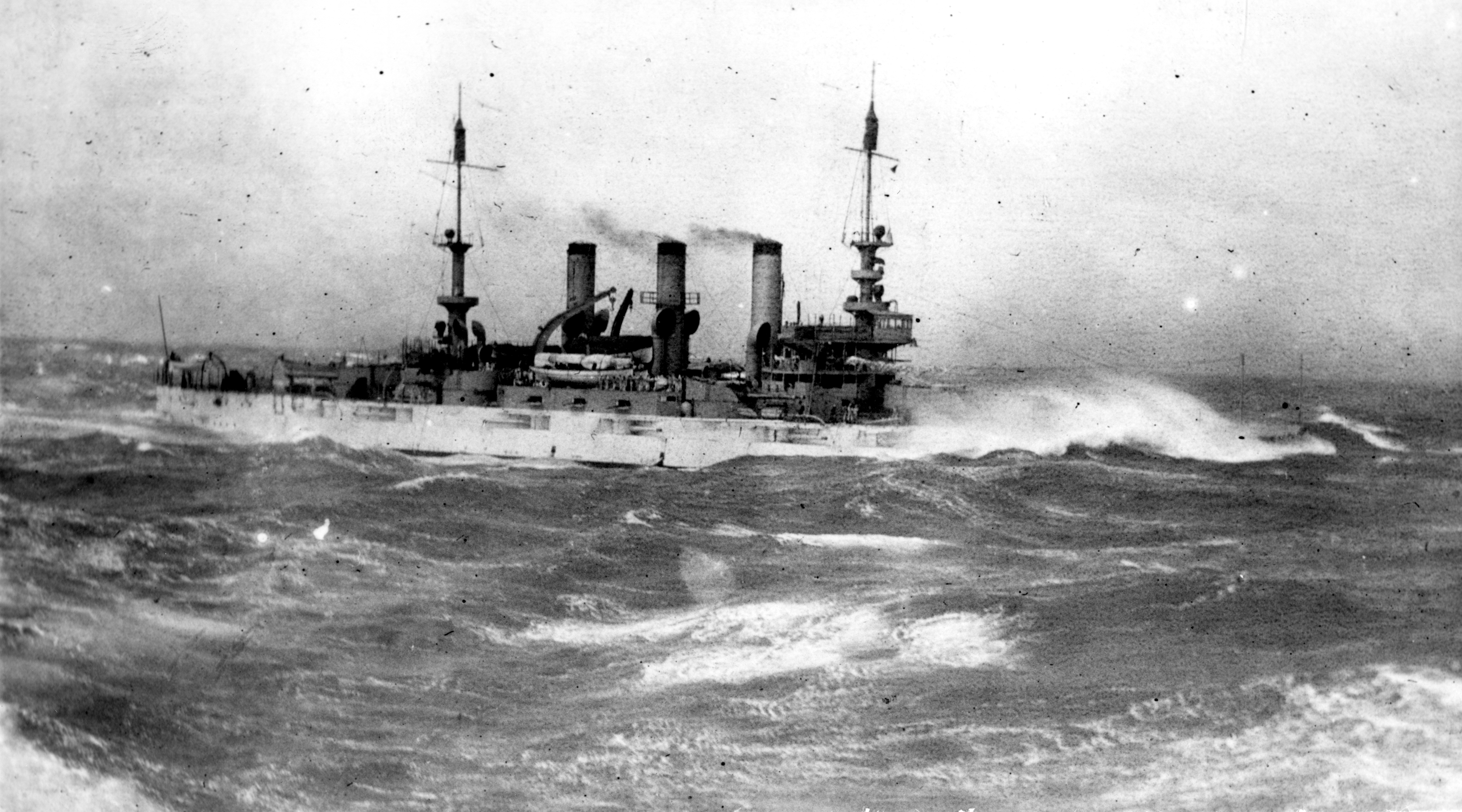
O Vermont em mar agitado, provavelmente durante o cruzeiro da Grande Frota Branca

A quilha do Vermont foi batida em 21 de maio de 1904 no Fore River Shipyard em Quincy, Massachusetts. O casco concluído foi lançado ao mar em 31 de agosto de 1905, com o batizado realizado por Jennie Bell, filha de Charles J. Bell, governador do estado homônimo do navio. Em 4 de março de 1907, o Vermont foi comissionado na Marinha dos Estados Unidos no Boston Navy Yard, com o capitão William P. Potter como seu primeiro oficial comandante. O navio então embarcou em um cruzeiro de lançamento navegando de Boston para Hampton Roads, Virgínia. Ele então se juntou à 1.ª Divisão da Frota do Atlântico para exercícios de treinamento. O Vermont deixou Hampton Roads em 30 de agosto, com destino a Provincetown. Ele ficou lá até 5 de setembro antes de retornar ao Boston Navy Yard dois dias depois para reparos que duraram até novembro.
Em 30 de novembro, o navio deixou Boston para iniciar os preparativos para ingressar no cruzeiro mundial da Grande Frota Branca. O cruzeiro da Grande Frota Branca foi concebido como uma forma de demonstrar o poder militar americano, particularmente para o Japão. As tensões começaram a aumentar entre os Estados Unidos e o Japão após a vitória deste último na Guerra Russo-Japonesa em 1905, particularmente sobre a oposição racista à imigração japonesa para os Estados Unidos. A imprensa de ambos os países começou a convocar a guerra, e Roosevelt esperava usar a demonstração de poderio naval para deter a agressão japonesa.
Suas duas primeiras paradas foram em Rhode Island; o navio pegou carvão em Bradford antes de zarpar para Newport, onde carregou o resto dos estoques. O encouraçado então partiu para Tompkinsville, Nova York, para abastecer o que faltava em seus estoques de munição. O navio chegou a Hampton Roads em 8 de dezembro, onde se juntou ao resto da Grande Frota Branca, que era comandada pelo contra-almirante Robley D. Evans. O Vermont e quinze outros encouraçados começaram sua viagem em 16 de dezembro. A frota navegou para o sul até o Caribe e depois para a América do Sul, fazendo escalas em Port of Spain, Rio de Janeiro, Punta Arenas e Valparaíso, entre outras cidades. Depois de chegar ao México em março de 1908, a frota passou três semanas praticando artilharia. A viagem foi retomado, com o corpo encouraçado navegando pela costa do Pacífico das Américas, parando em São Francisco e Seattle antes de cruzar o Pacífico para a Austrália, parando no Havaí no caminho. As paradas no Pacífico Sul incluíram Melbourne, Sydney e Auckland.
Após deixar a Austrália, a frota virou para o norte para as Filipinas, parando em Manila, antes de seguir para o Japão, onde uma cerimônia de boas-vindas foi realizada em Yokohama. Seguiram-se três semanas de exercícios na Baía de Subic, nas Filipinas, em novembro. Os navios passaram por Cingapura em 6 de dezembro e entraram no Oceano Índico; eles carvoaram em Colombo antes de prosseguir para o Canal de Suez e carvoar novamente em Porto Saíde, Egito. A frota fez escala em vários portos do Mediterrâneo antes de parar em Gibraltar, onde uma frota internacional de navios de guerra britânicos, russos, franceses e holandeses saudou os americanos. Os navios então cruzaram o Atlântico para retornar a Hampton Roads em 22 de fevereiro de 1909, tendo percorrido 86 542 quilômetros. Lá, eles realizaram uma revisão naval para o presidente Theodore Roosevelt. Durante o cruzeiro, o capitão Potter foi promovido a contra-almirante e comandante da 1.ª Divisão; seu lugar como comandante do Vermont foi ocupado pelo capitão Frank Friday Fletcher.

### Serviço em tempos de paz, 1909–1913

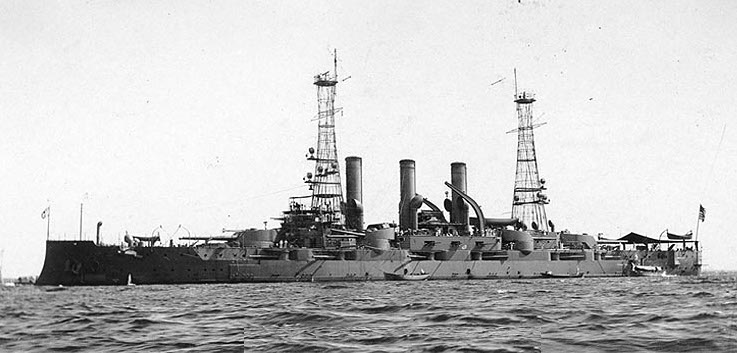
O Vermont após sua modernização em 1909

O Vermont voltou ao Boston Navy Yard para reparos após o término das cerimônias em Hampton Roads; o trabalho durou de 9 de março a 23 de junho. Ele então se juntou à frota em Provincetown; a 1.ª Divisão fez uma viagem a Boston para a comemoração do 4 de julho lá. A partir de 7 de julho, a Frota do Atlântico realizou extensas manobras até 4 de agosto. O Vermont então participou do treinamento de artilharia em Virginia Capes. Exercícios de treinamento adicionais seguiram até o final do ano, interrompidos apenas por visitas à cidade de Nova York e a Stamford, Connecticut, para a Comemoração Hudson-Fulton e o Columbus Day, respectivamente. No final de dezembro, ele estava de volta à cidade de Nova York. O Vermont então navegou para o sul até a Baía de Guantánamo, Cuba, onde chegou em 12 de janeiro de 1910. Seguiram-se dois meses de exercícios antes do treinamento de artilharia em Virginia Capes. O navio voltou a Boston em 29 de abril para reparos que duraram até meados de julho. Depois de retornar ao serviço, ele embarcou um contingente da Milícia Naval em Boston para um cruzeiro a Provincetown de 22 a 31 de julho.
O Vermont então navegou para Newport antes de seguir para Hampton Roads no dia 22 de agosto, onde mais prática de tiro ao alvo ocorreu de 25 a 27 de setembro. Ele e vários outros navios da Frota do Atlântico visitaram Nova York antes que alguns pequenos reparos fossem efetuados no Philadelphia Navy Yard. A essa altura, o navio havia sido transferido para a 3.ª Divisão. Em 1º de novembro, o Vermont e vários outros navios da Frota do Atlântico cruzaram o Atlântico para uma visita a vários portos da Europa Ocidental, incluindo Gravesend de 16 de novembro a 7 de dezembro e Brest. Os navios deixaram Brest em 30 de dezembro para cruzar novamente o Atlântico, com destino a águas cubanas. De 13 de janeiro de 1911 a 13 de março, o Vermont e o restante dos navios realizaram manobras ao largo de Cuba. Outros exercícios seguiram-se em Virginia Capes e na Baía de Chesapeake. Uma breve parada em Hampton Roads, onde ele carregava materiais de alvo, ocorreu em 8 de abril, embora ele tenha partido mais tarde naquele dia para outro período no Estaleiro da Marinha da Filadélfia para reparos.
Em meados de 1911, o Vermont navegou ao sul do Golfo do México, parando primeiro em Pensacola, Flórida. O navio então continuou para Galveston, Texas, parando lá de 7 a 12 de junho, antes de retornar a Pensacola no dia seguinte. O navio voltou ao Atlântico e navegou para o norte até Bar Harbor, Maine; ele esteve presente lá para as comemorações de 4 de julho, após as quais se seguiu a rotina típica de treinamento com a Frota do Atlântico ao largo de Provincetown e na baía de Cape Cod. A belonave permaneceu fora da Nova Inglaterra até meados de agosto. Nesse período, ele visitou Salem, Massachusetts, e passou por reparos no Boston Navy Yard. No final do ano, o encouraçado se mudou para o sul, para Tangier Sound e Virginia Capes, para testes de artilharia e prática de tiro ao alvo. De 12 de setembro a 9 de outubro, o Vermont esteve no Norfolk Navy Yard para reparos, após o que navegou para Hampton Roads antes de prosseguir com a frota para a cidade de Nova York para uma revisão naval que durou de 24 de outubro a 2 de novembro. Após a conclusão da revisão, ele se juntou ao 1.º Esquadrão para manobras e depois voltou para Hampton Roads.
O Vermont parou em Tompkinsville de 7 a 8 de dezembro antes de continuar para o New York Navy Yard no dia 8 para manutenção periódica. Em 2 de janeiro de 1912, ele navegou para o sul em direção ao Caribe para as manobras anuais ao largo de Cuba. O navio permaneceu em águas cubanas até 9 de março, quando retornou ao Norfolk Navy Yard, passando por uma grande reforma que durou até outubro. No dia 8, a embarcação partiu para a cidade de Nova York, chegando dois dias depois. Uma Revisão Naval ocorreu de 10 a 15 de outubro, seguida por manobras e treinamento de artilharia ao largo de Virginia Capes até dezembro. Em 2 de novembro, ele se juntou ao esforço de busca do navio encalhado Noruega, e de 13 a 15 de dezembro ele auxiliou o submarino B-2. O Vermont estava de volta ao Norfolk Navy Yard em 25 de dezembro, após o que partiu para o período normal de treinamento de inverno em águas cubanas. Enquanto no caminho, o encouraçado parou em Colón, no Panamá, na entrada do Canal do Panamá, que estava em fase de conclusão. Ele chegou à Baía de Guantánamo em 19 de janeiro de 1913 e permaneceu na área por quase um mês.

### Intervenções na América Central e Primeira Guerra Mundial

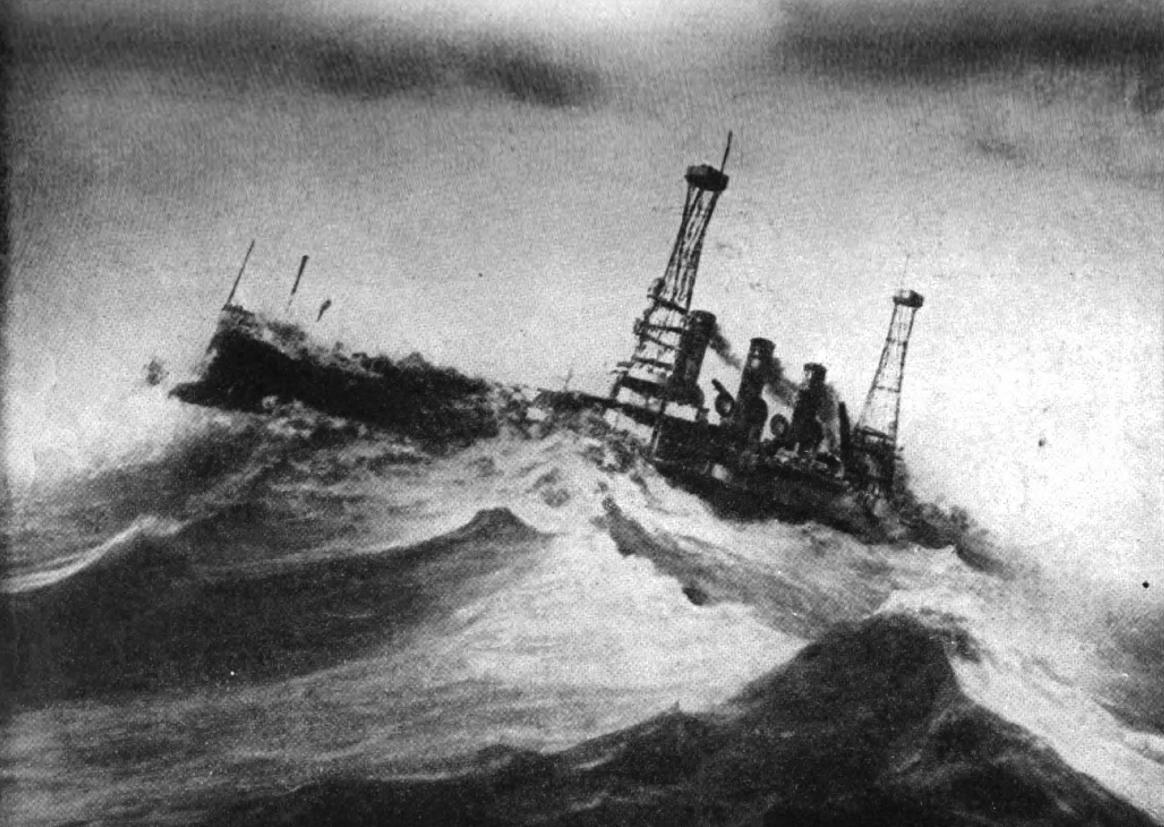
O Vermont voltando para casa de um cruzeiro no Mediterrâneo atingiu um vendaval que resultou em danos à sua hélice

Em 12 de fevereiro, o navio partiu para o México, pois o país estava em plena Revolução Mexicana; O Vermont foi encarregado de proteger os interesses americanos em Veracruz. Ele chegou ao porto no dia 17 de fevereiro e lá permaneceu até 29 de abril, quando retornou aos Estados Unidos. O navio voltou à frota em Hampton Roads antes de iniciar um cruzeiro de treinamento para aspirantes na Academia Naval dos Estados Unidos em Annapolis em 6 de junho. Após a conclusão do cruzeiro, o encouraçado operou em Block Island Sound e fez escala em Newport. A partir de julho, iniciou-se a revisão normal do navio em Norfolk, com obras que duraram até outubro. Ele então participou do treinamento de artilharia em Virginia Capes. O Vermont fez uma segunda viagem à Europa em 25 de outubro, desta vez para as águas mediterrâneas francesas. A belonave parou em Marselha de 8 de novembro a 1º de dezembro e depois cruzou novamente o Atlântico. Durante a viagem de volta, uma forte tempestade danificou uma de suas hélices, o que exigiu um reboque de volta para Norfolk, onde chegou em 20 de dezembro. Lá foram feitos reparos, seguidos de um curto período de testes no mar para testar o sistema de propulsão.
Depois que o navio voltou ao serviço, a tripulação do Vermont iniciou os preparativos para realizar a prática normal de tiro ao alvo na primavera em Virginia Capes, mas os exercícios foram cancelados quando a situação no México piorou. O Vermont saiu de Hampton Roads em 15 de abril, com destino a Veracruz. Lá, ele se juntou a seu irmão New Hampshire, o pré-dreadnought New Jersey, e os dreadnoughts South Carolina e Arkansas. O Vermont contribuiu com doze oficiais e 308 homens a uma força de desembarque que ocupou a cidade para impedir que um carregamento de armas — a bordo do vapor Ypiranga — chegasse ao ditador Victoriano Huerta. Um homem do Vermont foi morto e dois ganharam a Medalha de Honra: o tenente Julius C. Townsend, comandante do contingente do Vermont, e o cirurgião Cary DeVall Langhorne, cirurgião do Segundo Regimento de Marinheiros. O navio permaneceu em Veracruz até outubro, exceto por uma visita a Tampico de 21 de setembro a 10 de outubro.

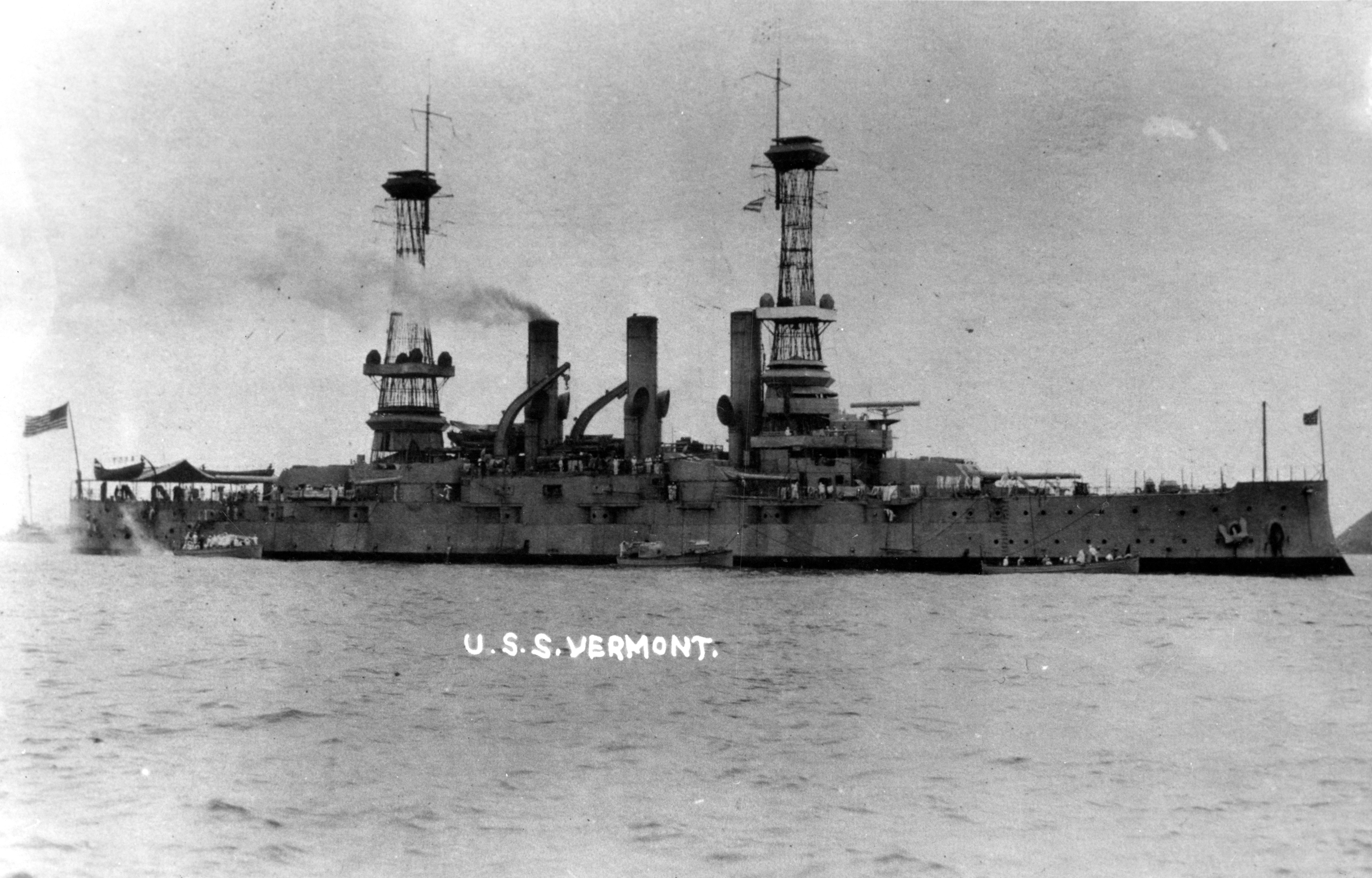
O Vermont c. 1919–1920

Depois de retornar à costa leste dos Estados Unidos no final de 1914, o Vermont retomou sua rotina normal de cruzeiros de treinamento e exercícios. O navio foi temporariamente colocado na reserva de 1º de outubro a 21 de novembro de 1916, embora após retornar ao serviço tenha apoiado uma força expedicionária da Marinha enviada ao Haiti. Este serviço durou de 29 de novembro a 5 de fevereiro de 1917, após o qual ele participou do treinamento de batalha em águas cubanas. O Vermont voltou a Norfolk em 29 de março antes de seguir para a Filadélfia para manutenção em 4 de abril. Enquanto ele estava em doca seca, os Estados Unidos entraram na Primeira Guerra Mundial declarando guerra à Alemanha. A reforma do Vermont foi concluída em 26 de agosto, com o encouraçado sendo designado como navio de treinamento para o pessoal da casa de máquinas, com base em Hampton Roads. Em 28 de maio de 1918, os restos mortais do embaixador chileno nos Estados Unidos foram trazidos a bordo do navio. O embaixador dos Estados Unidos no Chile, Joseph Hooker Shea, embarcou no navio em 3 de junho, e o Vermont partiu de Norfolk naquele dia. Ele transitou pelo Canal do Panamá em 10 de junho, fez uma breve parada em Tongoy, no Chile, no dia 24, e chegou a Valparaíso três dias depois. O almirante William B. Caperton e o embaixador Shea escoltaram os restos do embaixador chileno até a costa.
O Vermont deixou Valparaíso no dia 2 de julho, parando em Callao, no Peru, no caminho de volta ao Canal do Panamá. Após retornar aos Estados Unidos, ele retomou suas funções de navio de treinamento, que duraram quase até o fim da guerra. Em 5 de novembro, menos de uma semana antes do Armistício com a Alemanha encerrar os combates na Europa, o Vermont foi enviado ao Estaleiro da Marinha da Filadélfia para conversão em transporte de tropas. Ele começou sua primeira missão de transporte em 9 de janeiro de 1919; o navio fez mais três viagens para devolver soldados americanos da França, sendo a última concluída em 20 de junho de 1919. No decorrer dessas viagens, ele carregou cerca de 5 mil homens de volta aos Estados Unidos. Em 18 de julho, ele partiu de Norfolk pela última vez, com destino à costa oeste dos Estados Unidos. Ele visitou San Diego, San Pedro, Monterey, São Francisco e Long Beach, na Califórnia, e Astoria, Oregon. Seu destino final foi o Mare Island Navy Yard em Vallejo, Califórnia, onde chegou em 18 de setembro. Ele foi desativado lá em 30 de junho de 1920 e reclassificado como BB-20 em 17 de julho. A belonave permaneceu lá até 10 de novembro de 1923, quando foi retirada do Registro de Embarcações Navais. Em 30 de novembro, o Vermont foi vendido para sucata e desmontado sob os termos do Tratado Naval de Washington.